# 桑田岛停车场
桑田岛停车场位于苏州轨道交通2号线东延伸线终点站桑田岛站以东地块，北邻南二路，南靠新华路和吴淞江，西邻纵二河，东靠长阳街。它是苏州轨道交通2号线的停车场，目前尚未开始建设。桑田岛停车场总设计规模为2列位周月检、32列位停车列检（其中近期实施20列位，远期预留12列位）。
2021年5月20日，桑田岛停车场停运，原有的停车场将被拆除重建，计划于2024年重新投入运营，同时新桑田岛停车场将配备上盖开发项目。